# Püha Tõnu kiusamine
Püha Tõnu kiusamine é um filme de drama estoniano de 2009 dirigido e escrito por Veiko Õunpuu. Foi selecionado como representante da Estônia à edição do Oscar 2010, organizada pela Academia de Artes e Ciências Cinematográficas.

## Elenco
- Taavi Eelmaa - Tõnu
- Ravshana Kurkova - Nadezhda
- Tiina Tauraite - esposa de Tõnu
- Sten Ljunggren - Herr Meister